# Mytisjtsji Arena
Mytisjtsji Arena, (Russisch: Арена Мытищи), is een overdekte sportarena, die is gevestigd in Mytisjtsji, oblast Moskou. De arena wordt voornamelijk gebruikt voor ijshockey, kunstschaatsen, basketbal, volleybal, handbal, tennis, badminton, zaalvoetbal, ritmische gymnastiek, gymnastiek, ballroomdansen, worstelen, gewichtheffen, boksen, concerten, festivals en andere sporten. De capaciteit van de arena voor basketbalwedstrijden is 7.280 toeschouwers, ijshockeywedstrijden 7.000 toeschouwers en voor boksen en concerten 9.000 toeschouwers.

## Geschiedenis
De bouw van de Mytisjtsji Arena werd voltooid op 15 oktober 2005. In de Arena werd het wereldkampioenschap ijshockey mannen 2007 gehouden. Van 2005 tot 2015 was het de thuisbasis van ijshockeyclub Atlant Moskou Oblast Mytisjtsji. In 2017 ging basketbalclub Chimki Oblast Moskou de Arena gebruiken als thuisbasis voor wedstrijden in de EuroLeague Men.